# Bernhard Schwichtenberg

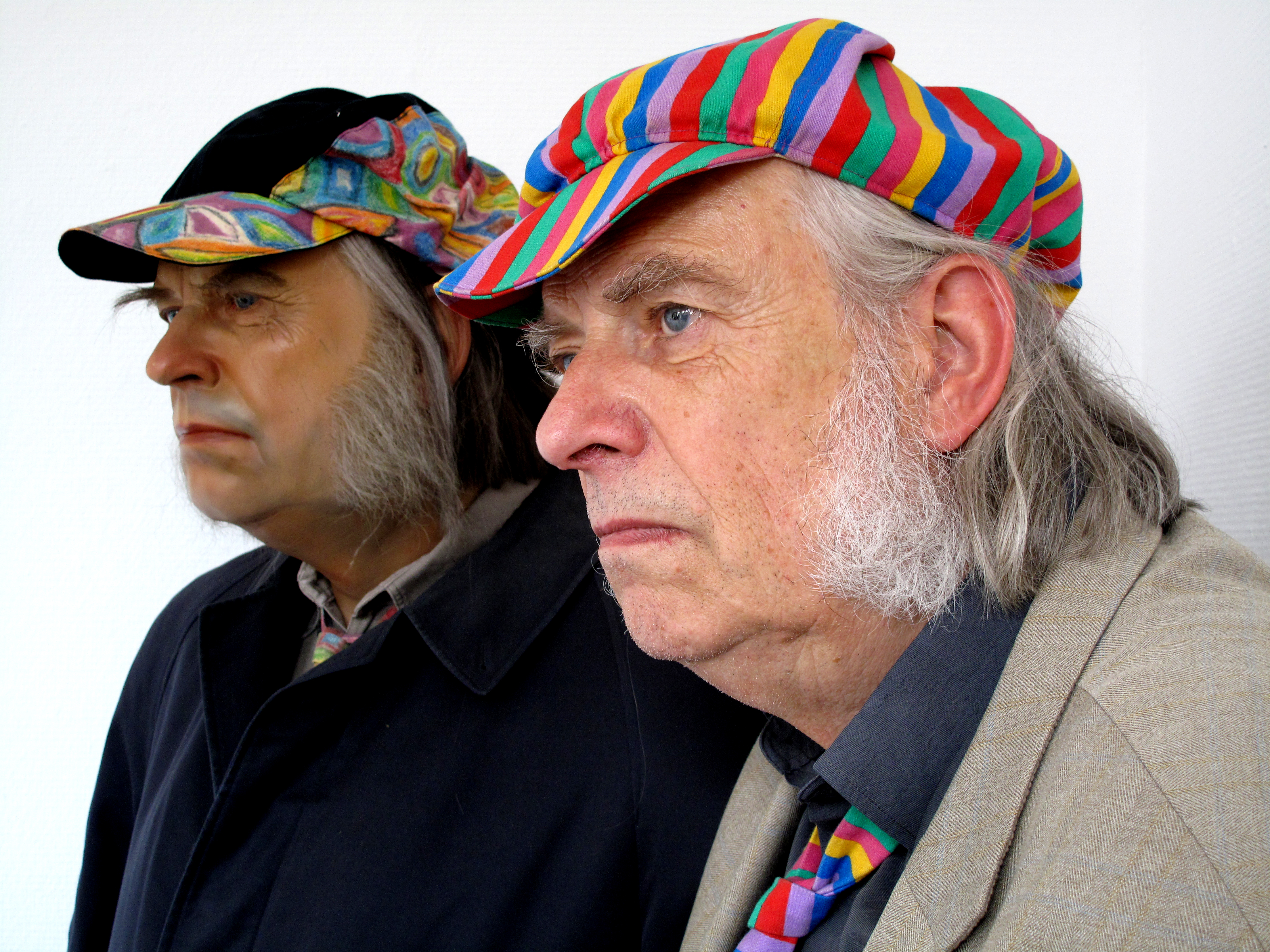
Bernhard Schwichtenberg, 2009

Bernhard Schwichtenberg (* 5. November 1938 in Berlin; † 3. Dezember 2023 in Kiel) war ein deutscher Künstler und Professor der Muthesius Kunsthochschule Kiel.

## Leben
Von 1959 bis 1964 absolvierte er ein Grafikstudium an der Muthesius-Werkschule Kiel und war Meisterschüler bei Hermann Bentele.
Danach blieb er durch Lehrtätigkeiten mit der Schule verbunden und wurde 1978 Professor für Grafik-Design 3D an der zur Fachhochschule Kiel überführten Werkschule und heutigen Muthesius Kunsthochschule Kiel. Er war mehr als 50 Jahre Mitglied der SPD und gestaltete die Wahlkampagne für Björn Engholm. Schwichtenberg ist bekannt für seine Drahtobjekte. Zu seinen neueren Arbeiten gehören Materialbilder.
Schwichtenberg war 1989 und 2004 auf der Liste der SPD Mitglied der Bundesversammlung. 2012 wurde er mit dem Kulturpreis der Stadt Kiel ausgezeichnet.

## Werke
- „Lichtkinetisches Objekt“ 1973 im Kieler Holstentörn (1980 zerstört)
- „ohne Titel“ 1983 Kunst am Bau des Arbeitsamtes Neumünster
- „Modell 264 Neon“ 1990/91 Städtische Galerie im Kieler Sophienhof

## Ausstellungen
- „Zeit+Bewegung“ Industriemuseum Elmshorn 2005
- Stadtmuseum Warleberger Hof Kiel 2008/2009
- Bandbreite Kunst und Design, Schleswig-Holsteinische Landesbibliothek 2018